# Auguste Loiseleur-Deslongchamps

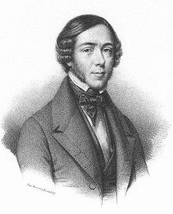
Auguste Loiseleur-Deslongchamps

Auguste Louis Armand Loiseleur-Deslongchamps (Parijs, 14 augustus 1805 – Parijs, 10 januari 1840) was een letterkundige in het Sanskriet en kenner van de oude Indische beschavingen. Hij heeft een tiental publicaties op zijn naam. Zijn bekendste werken zijn een Franse vertaling van het wetboek Manusmriti, van Indische sagen en het werk Amarakosha opgesteld door Amarasimha in de 4e eeuw VC.
Niettegenstaande zijn korte literaire carrière – hij stierf toen hij 34 jaar was- had zijn studiewerk impact op cursussen van het Sanskriet in diverse Europese universiteiten tijdens de 19e eeuw.